# René Schützenberger
René Paul Schützenberger (Mulhouse, 29 luglio 1860 – Parigi, 31 dicembre 1916) è stato un pittore francese.

## Biografia

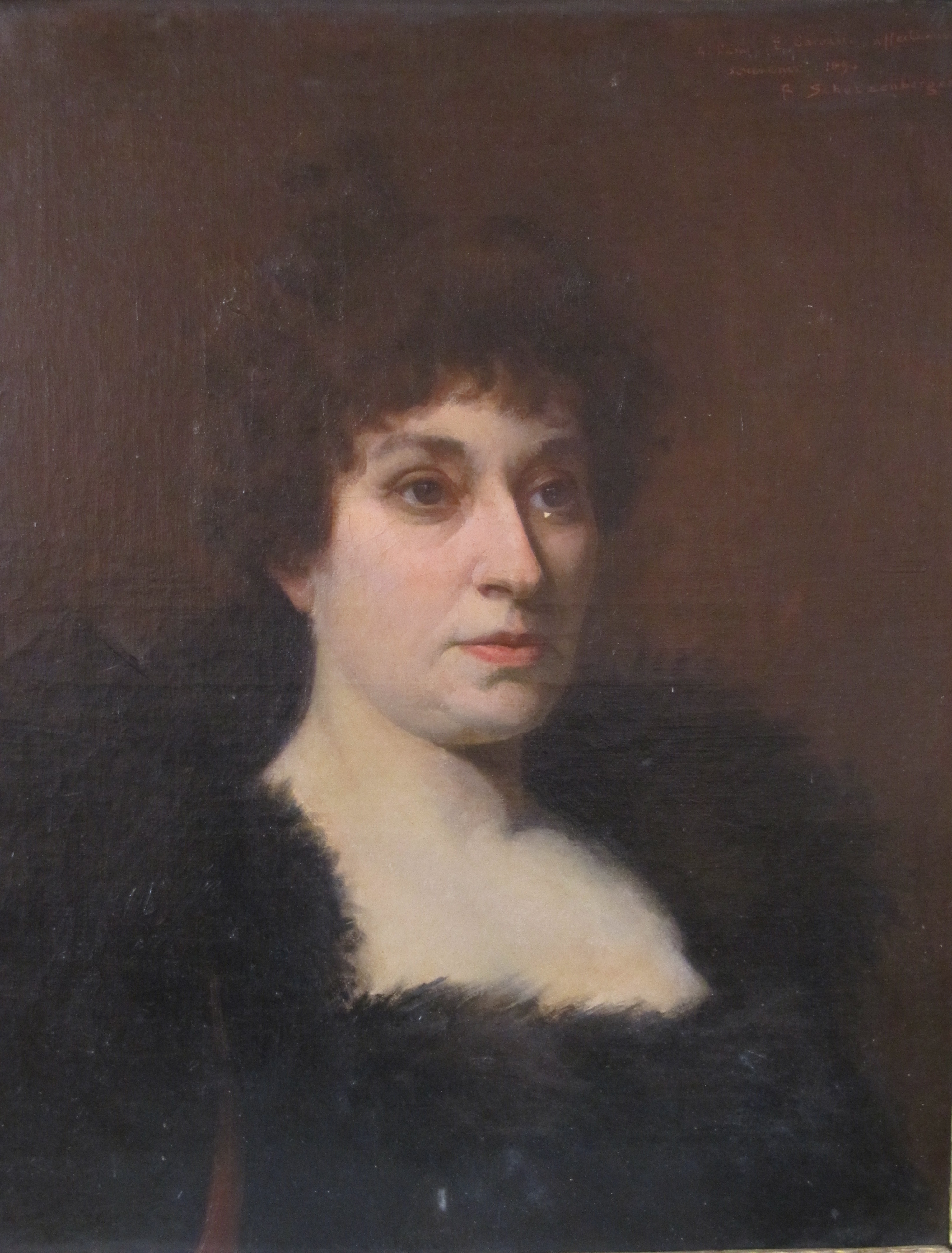
Ritratto di donna, 1894.

Di famiglia alsaziana, René Paul Schützenberger era figlio del chimico Paul Schützenberger (1829-1897) e cugino del pittore Louis Frédéric Schützenberger (1825-1903). Frequentò l'atelier di Jean Paul Laurens presso l'Académie Julian.

Espose al Salon degli artisti francesi sin dal 1891, al Salon degli indipendenti dal 1902 e alla Società nazionale di Belle arti dal 1907.

Ottenne una menzione d'onore al Salon del 1897 e all'Esposizione universale del 1900.
Schützenberger fu un pittore di genere, ritrattista, paesaggista, con una predilezione per i nudi. Si cimentò anche in soggetti di vita quotidiana e in scene intimiste. Per il suo "stile", inteso in senso formale, può essere considerato un post-impressionista, mentre i suoi disegni risentono dell'influenza del movimento Nabis.

## Opere
Elenco parziale.
- Il vecchio marinaio - 1889
- Cristo e la Maddalena - 1890
- Lettrice alla finestra - 1890, Salon del 1891, museo di Soissons[1][2][3]
- Prima del bagno - "Société des amis des arts" di Nantes - 1907
- La cortina dei capelli, 1911 - "Salon de la Société nationale des beaux-arts", 1912
- Il collier di giada, 1914 - "Salon de la Société nationale des beaux-arts",
- Il profumo, 1914 - "Salon de la Société nationale des beaux-arts", 1914
- Il cappello della domenica, 1888
- Vedova e orfanella, 1888[4]
- Sulla spiaggia, 1889
- La Maddalena al sepolcro, 1890 - Salon del 1891, n°1510 e Salon di belle arti di Lione del 1898, n°622
- Donna in bianco - Salon del 1895, n°1730
- Il Mulino di Pressoir - Salon di belle arti di Lione, 1898 n°623
- Ritratto, Expo del 1900 n°1760[5]
- Avant le tub, "Société nationale des beaux-arts", 1906, n°1099[6]
- Labour - Salon des indépendants del 1906 n°3732[7]
- Quattro vedute di Bruges - Salon des indépendants del 1906 n°4546-547[8]
- Il muro del seminario, (Bruges) - Salon des indépendants del 1906 n°4548
- La banchina dei mugnai, (Bruges) - Salon des indépendants del 1906 n°4549
- La banchina verde (Bruges), - Salon des indépendants del 1906 n°4550
- Il Dyver (Bruges), - Salon des indépendants del 1906 n°4551
- L'innamoramento (Bruges), Salon des indépendants del 1906 n°4552
- Il mercato di "rue St-Jacques" (Bruges) - Salon des indépendants del 1906 n°4552
- Il vivaio - Salon des indépendants del 1907 n°4445[9]
- Il viale dei meli - Salon des indépendants del 1907 n°4446
- Il riposo - Salon des indépendants del 1907 n°4447
- I piccoli covoni - Salon des indépendants del 1907 n°4448
- La stradina - Salon des indépendants del 1907 n°4449
- La siepe - Salon des indépendants del 1907 n°4450
- L'enigma - Salon della "Société nationale des beaux-arts" del 1907 n°1073[10]
- La toilette - "Société des amis des arts de Nantes", 1907, n°299
- Donna con gatto - Salon des indépendants del 1908 n°5493[11]
- L'Ombra dei grandi pioppi - Société des artistes indépendants 1908 n°5494
- La pianura - Salon des indépendants del 1908 n°5495
- La collinetta - Salon des indépendants del 1908 n°5496
- Le Javelles - Salon des indépendants del 1908 n°5497
- Piccolo, piccolo , piccolo !!! - Salon des indépendants del 1908 n°5498
- Le lagrime negli occhi - Salon della Société nationale des beaux-arts del 1908 n°1045
- La battaglia, sottotitolato Notre Peau est jaune, la leur est blanche ; l'or vaut mieux que l'argent (1909) - Salon de la société nationale des beaux-arts 1910[12]
- La partita a dadi, 1910 - Salon de la Société nationale des beaux-arts 1911 n°1154
- La pettinatura - Salon de la Société nationale des beaux-arts 1911 n°1156
- Il paravento fiorito, 1911 - Salon de la Société nationale des beaux-arts 1912 n°1161
- La donna e il fiore - Salon de la Société nationale des beaux-arts del 1913, n°1137[13]

## Galleria d'immagini

### Figure femminili

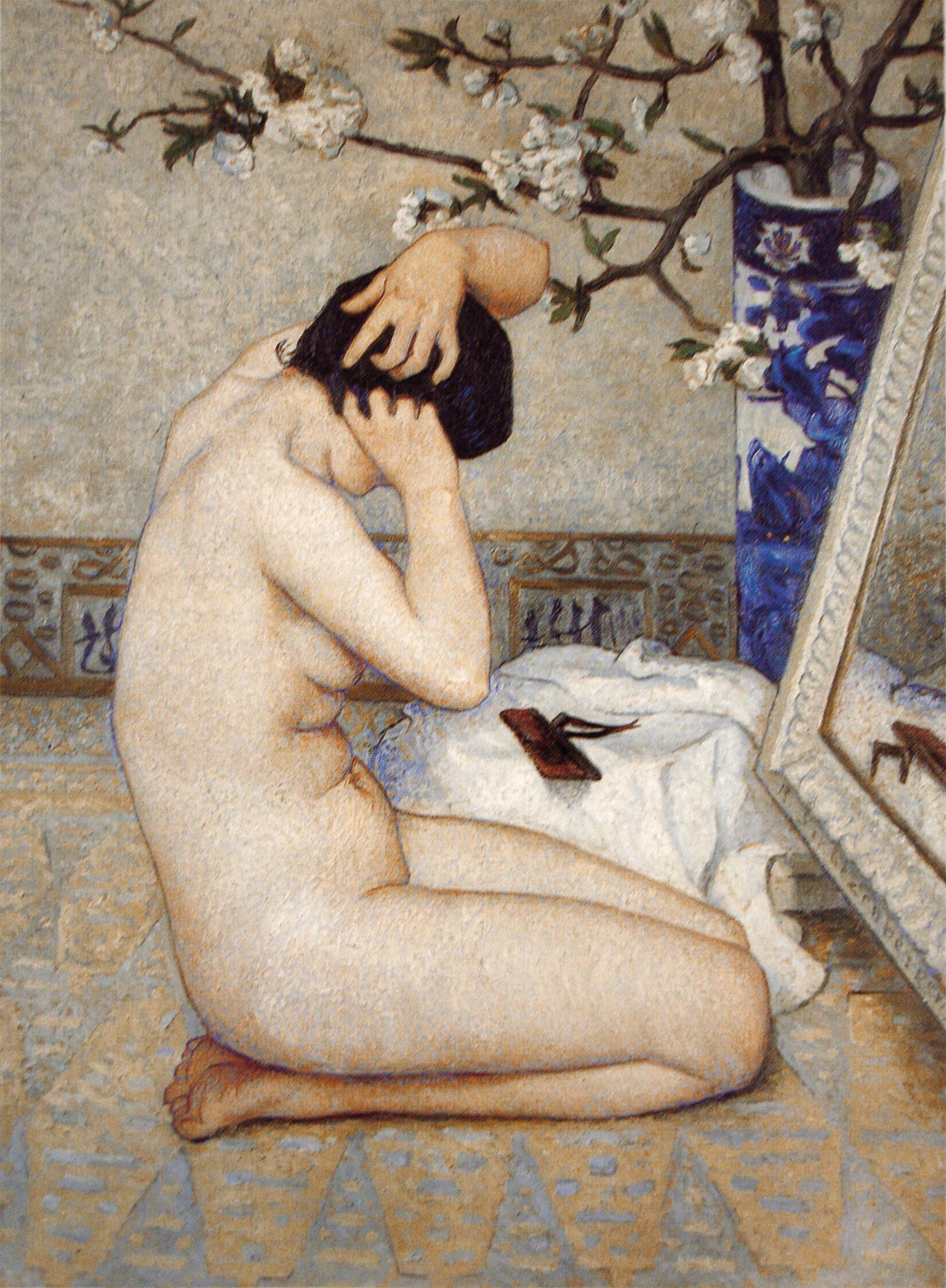
La pettinatura, 1914.
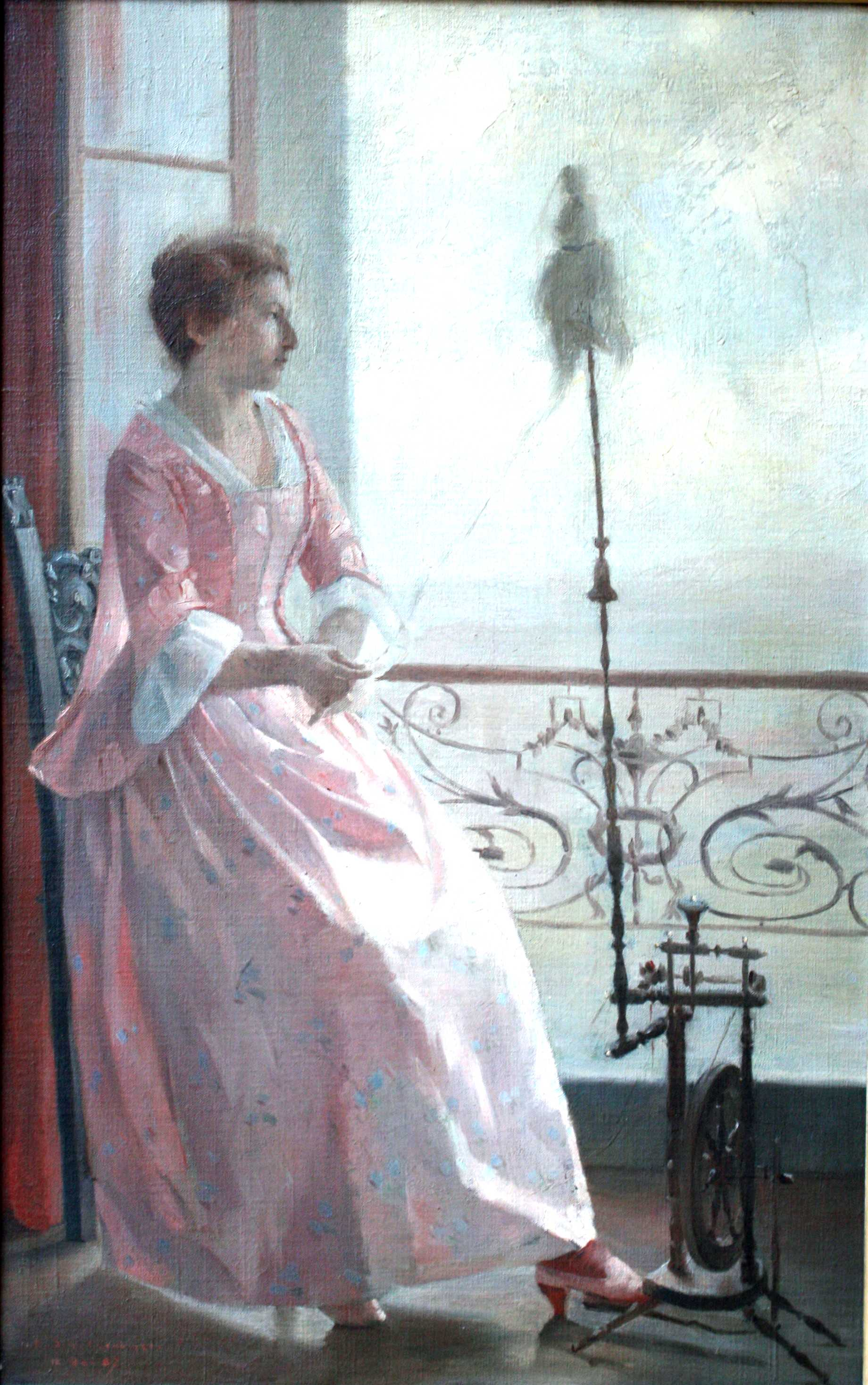
Presso la finestra, 1887.
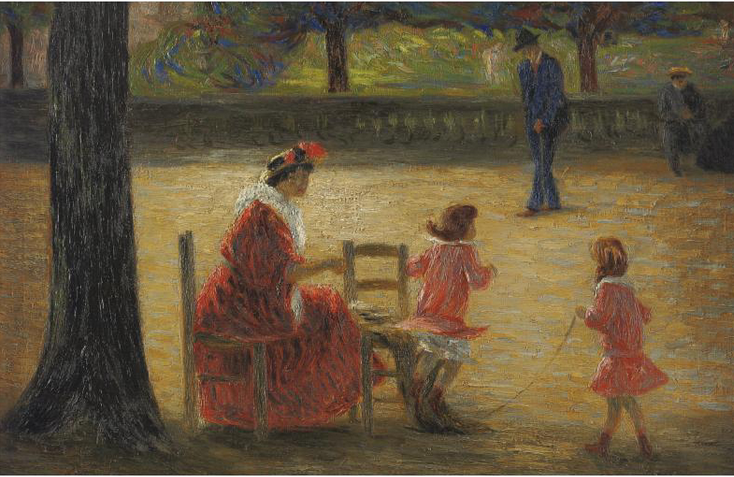
Al giardino del Luxembourg, 1908.
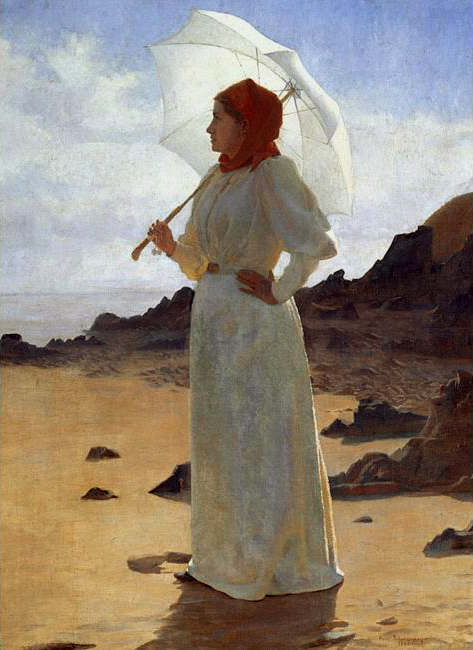
La donna in bianco, 1895.
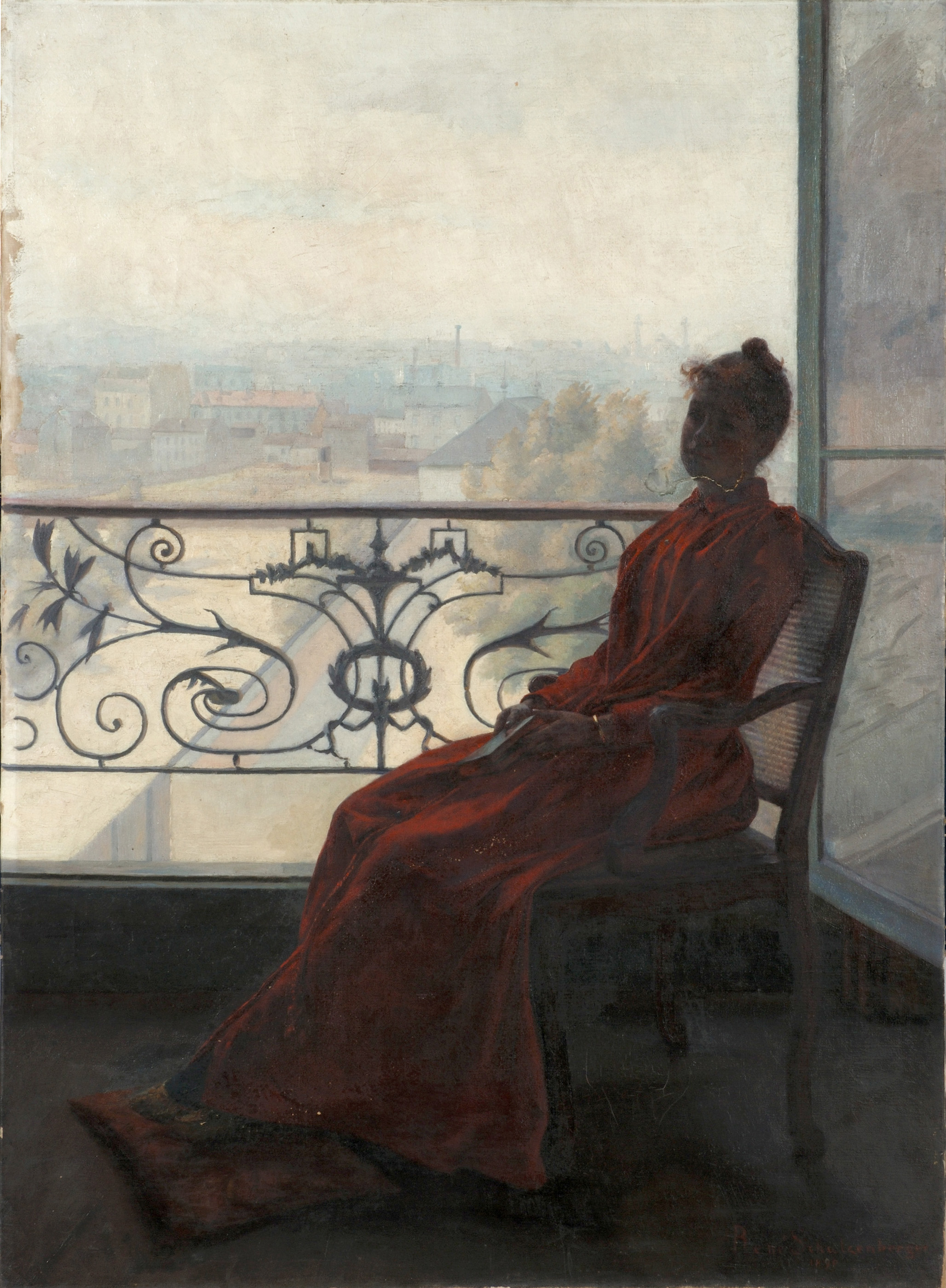
Lettrice alla finestra, 1890.

### Paesaggi

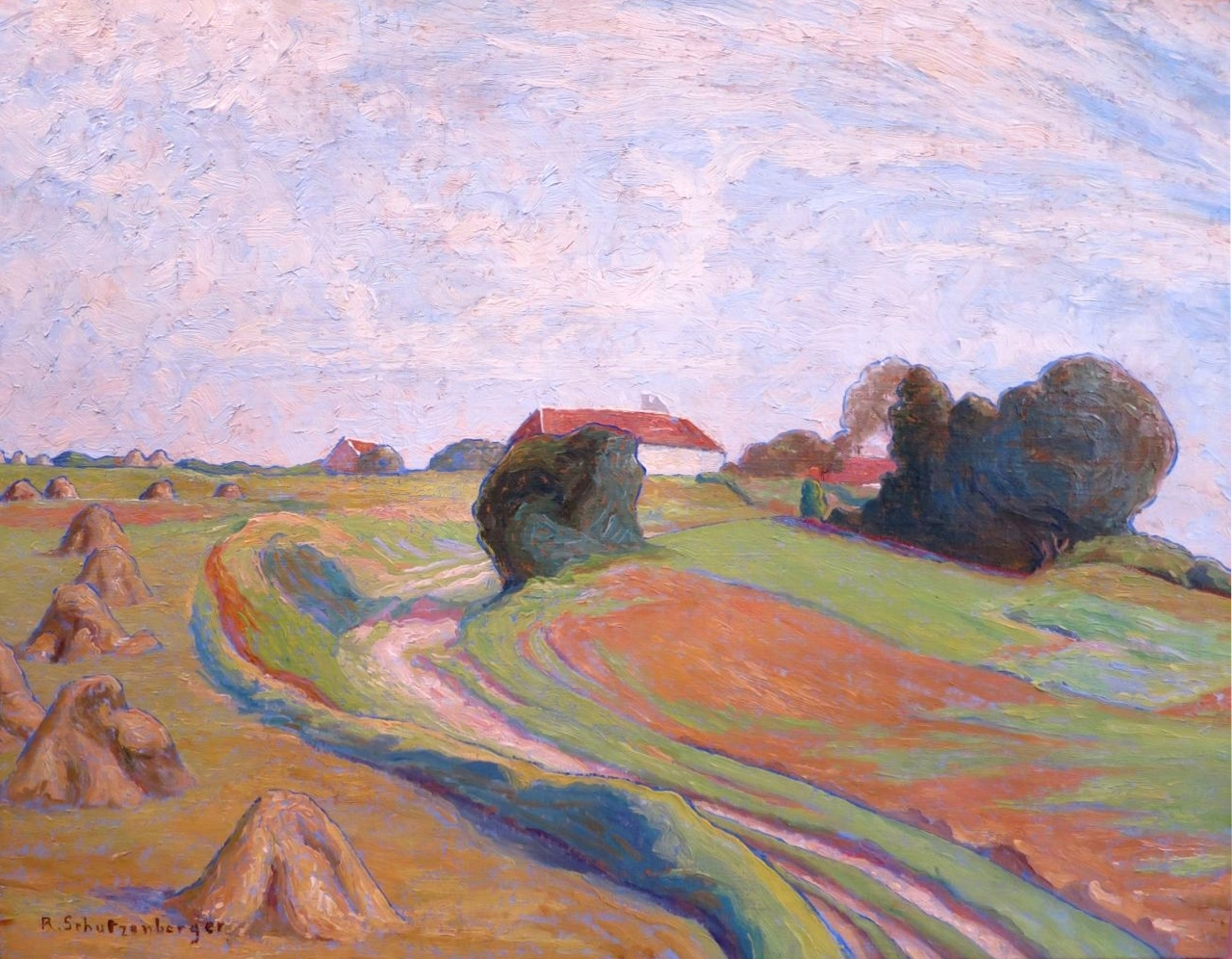
Sentiero fra i campi, 1915.
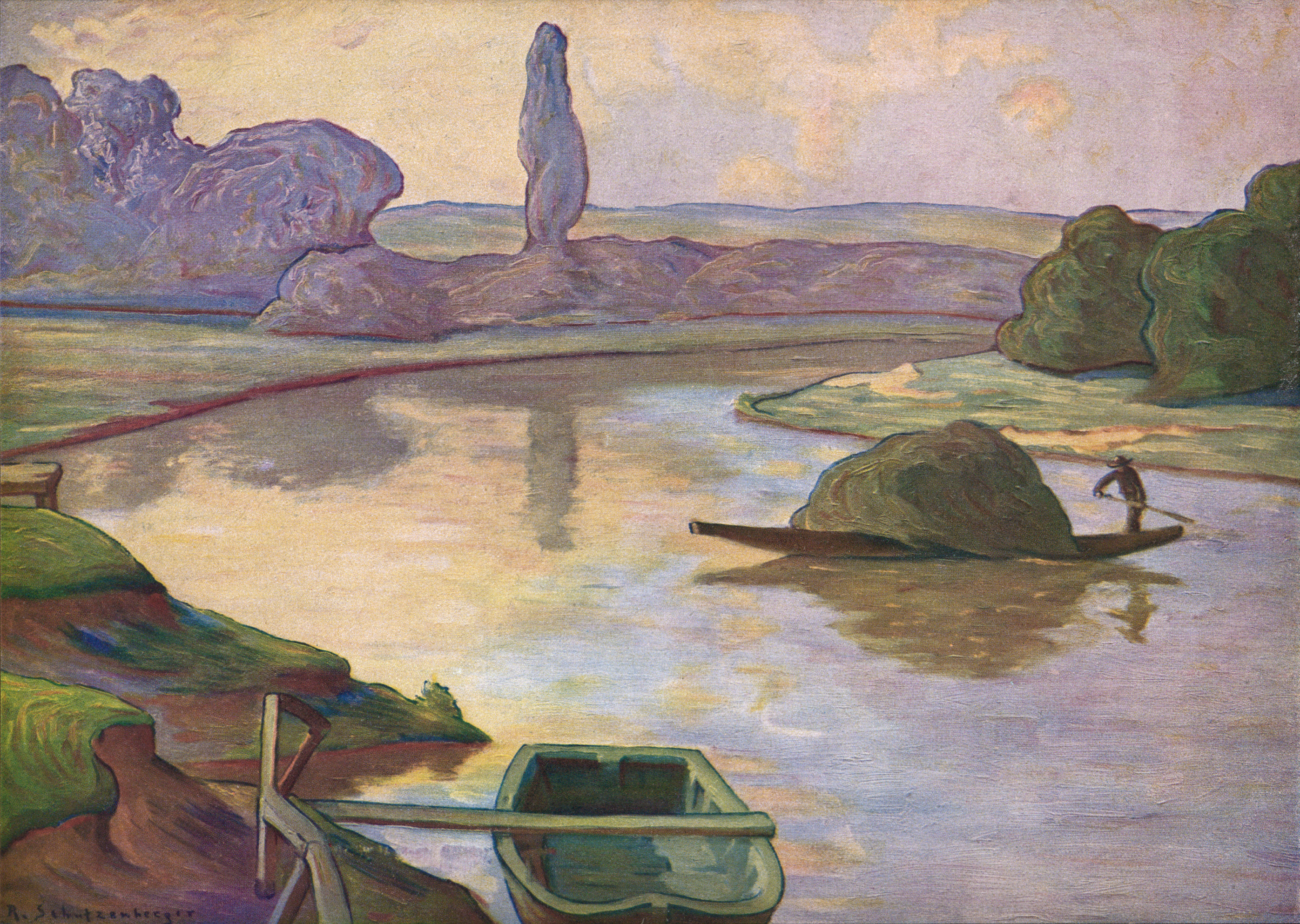
Isole del Reno, 1916.
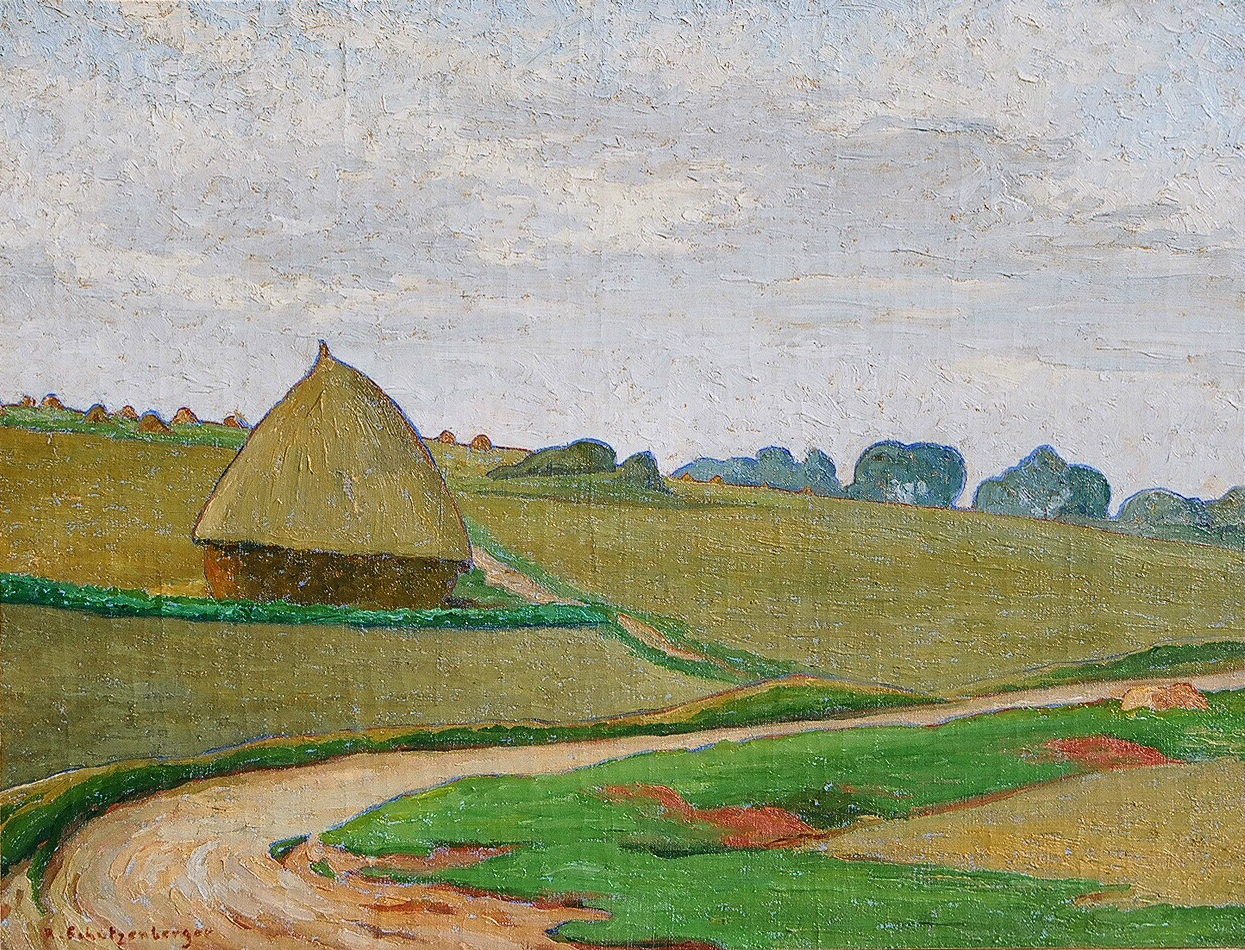
Paesaggio con il pagliaio, 1916.
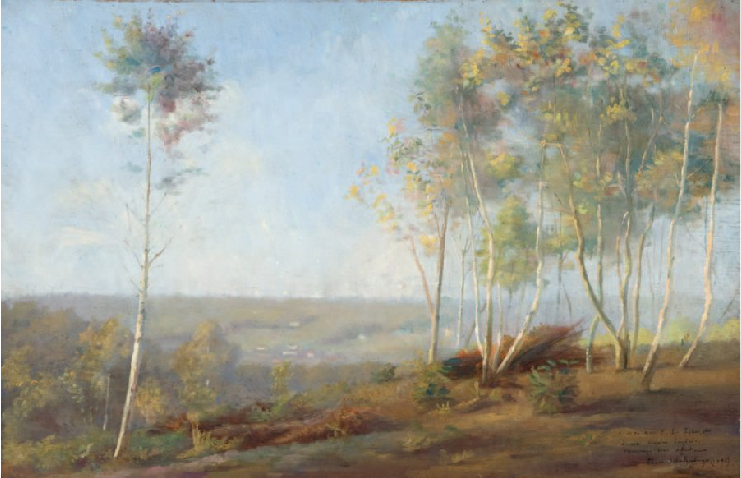
Autunno, 1895.

### Nudi

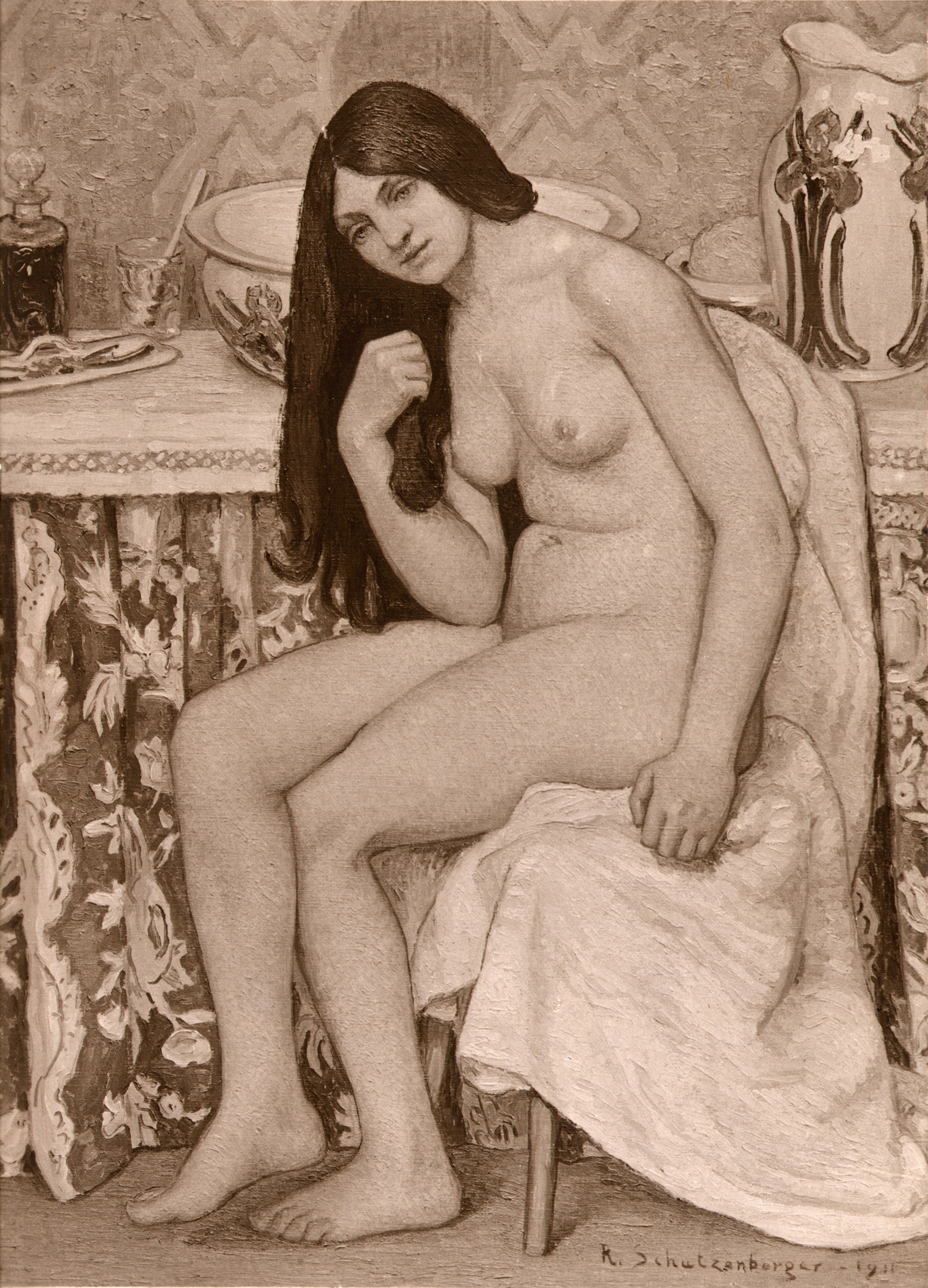
La cortina dei suoi capelli, 1911.
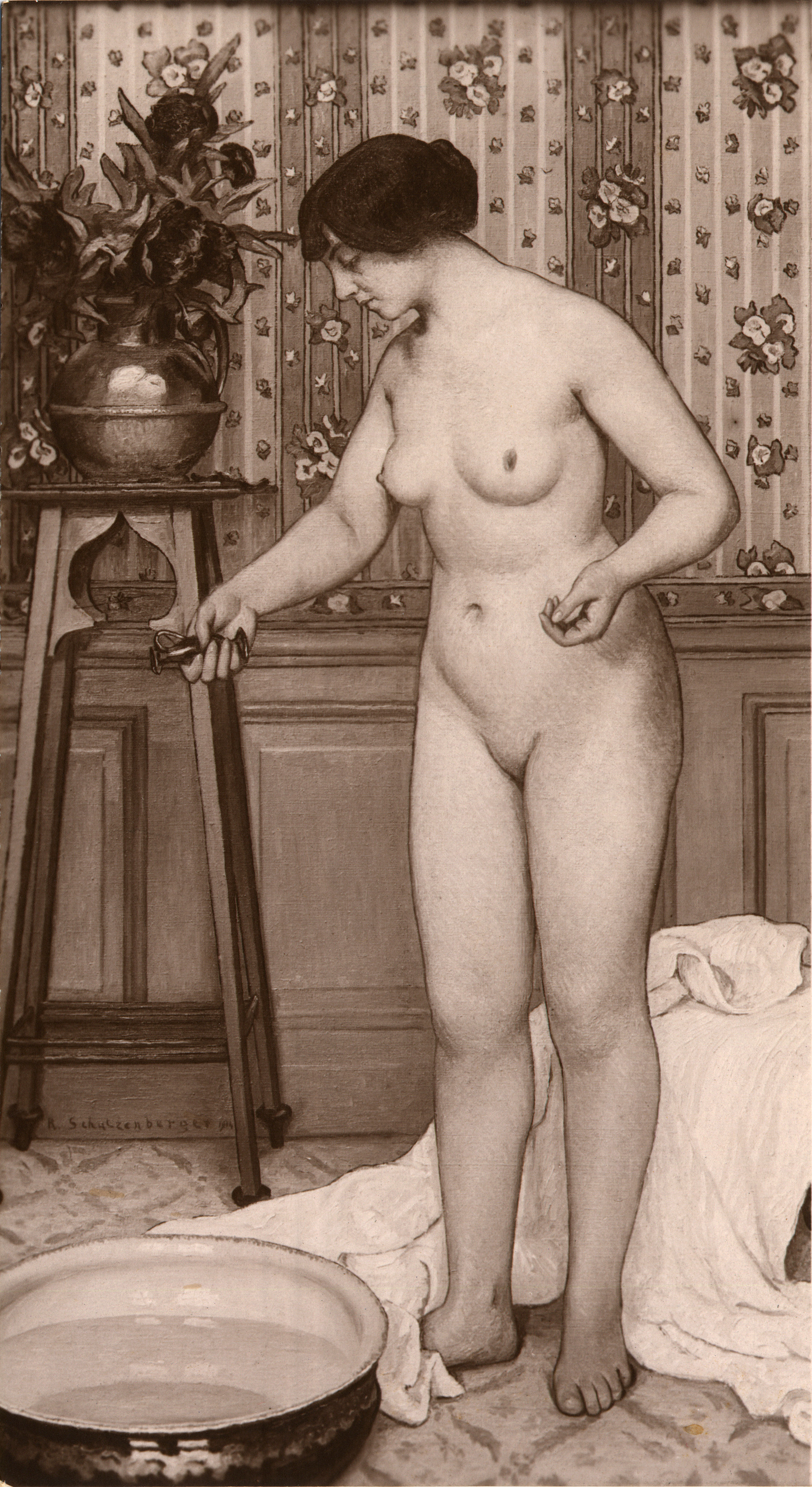
Il profumo, 1914.
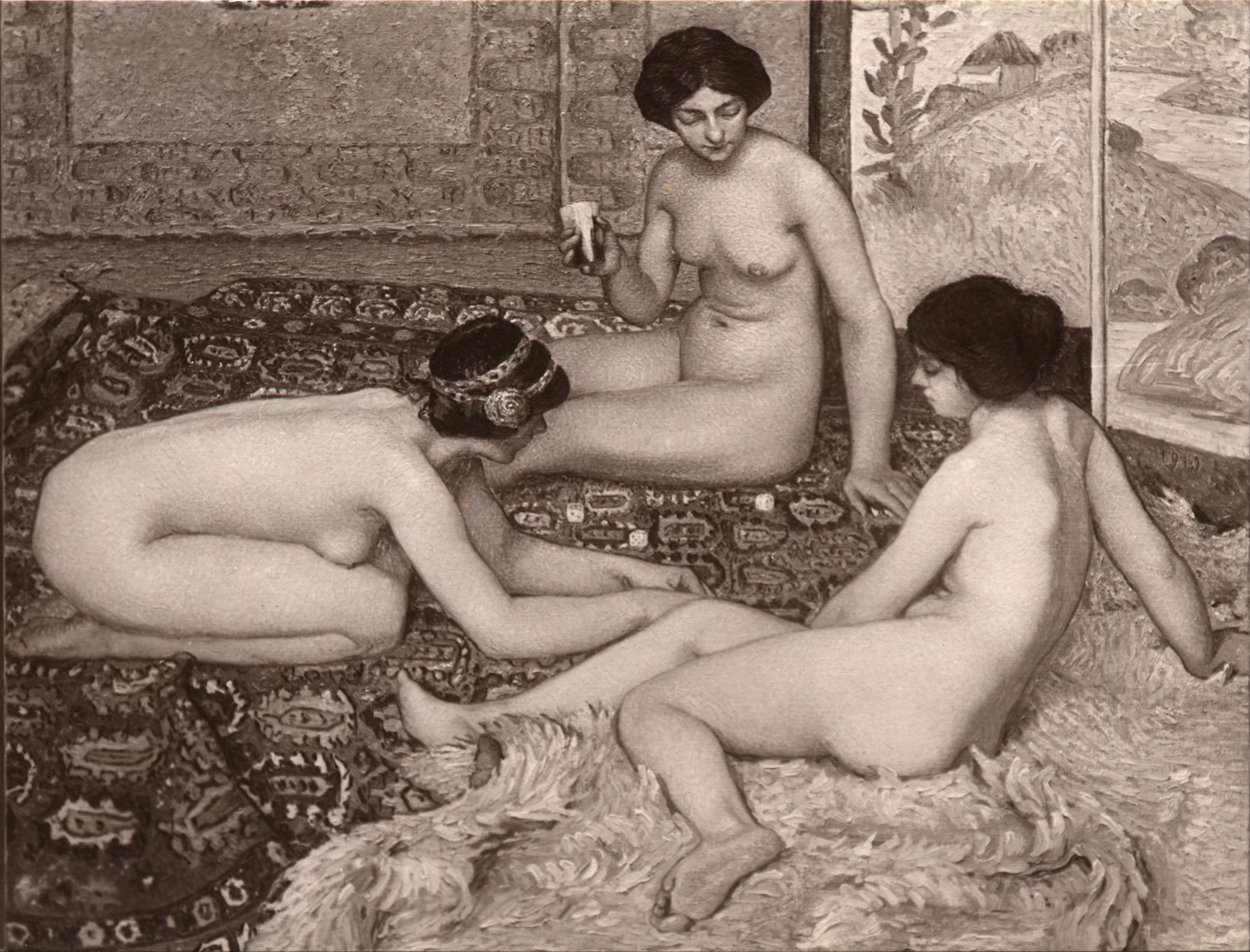
La partita ai dadi, 1910.
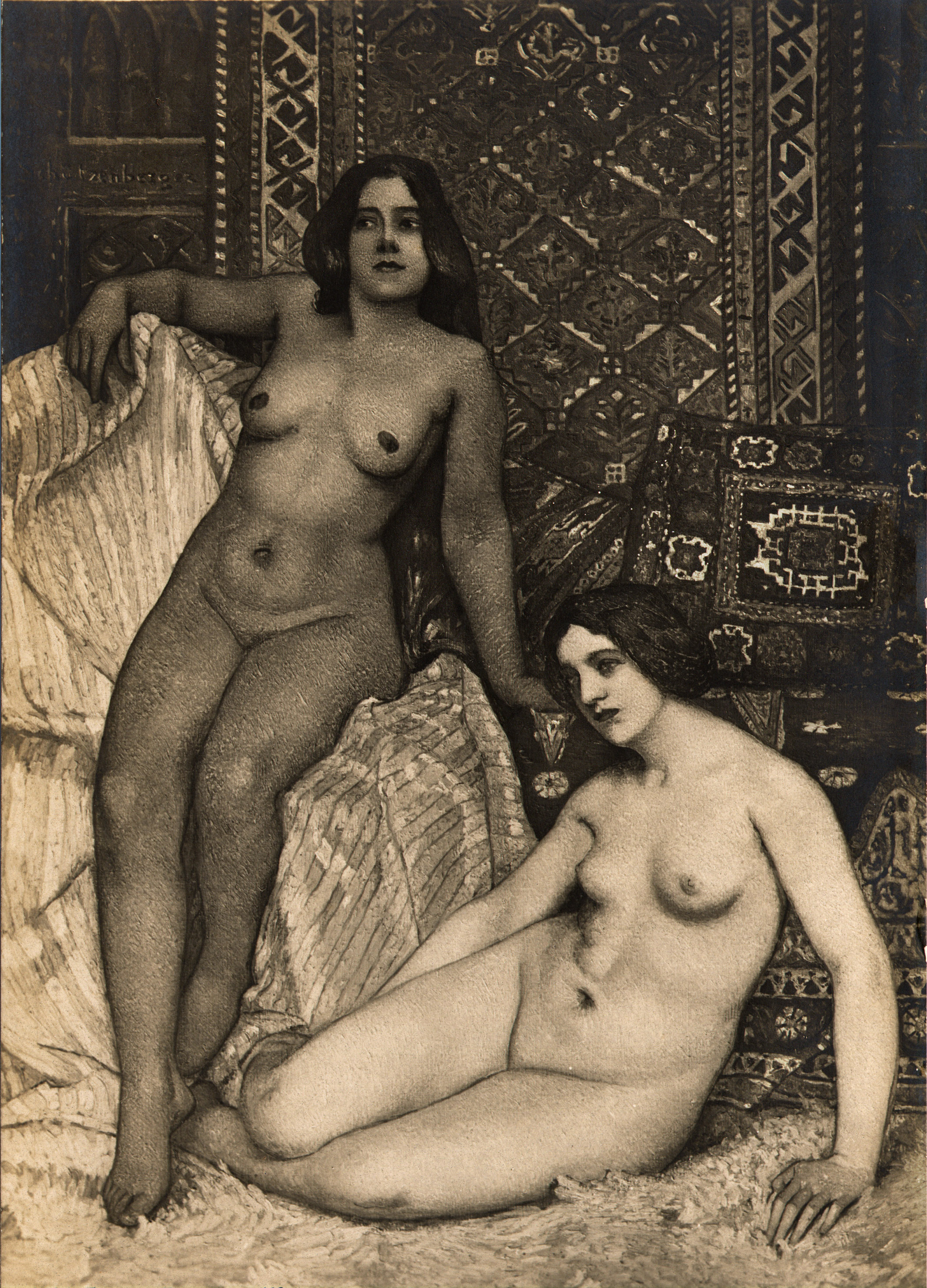
La battaglia, 1909.
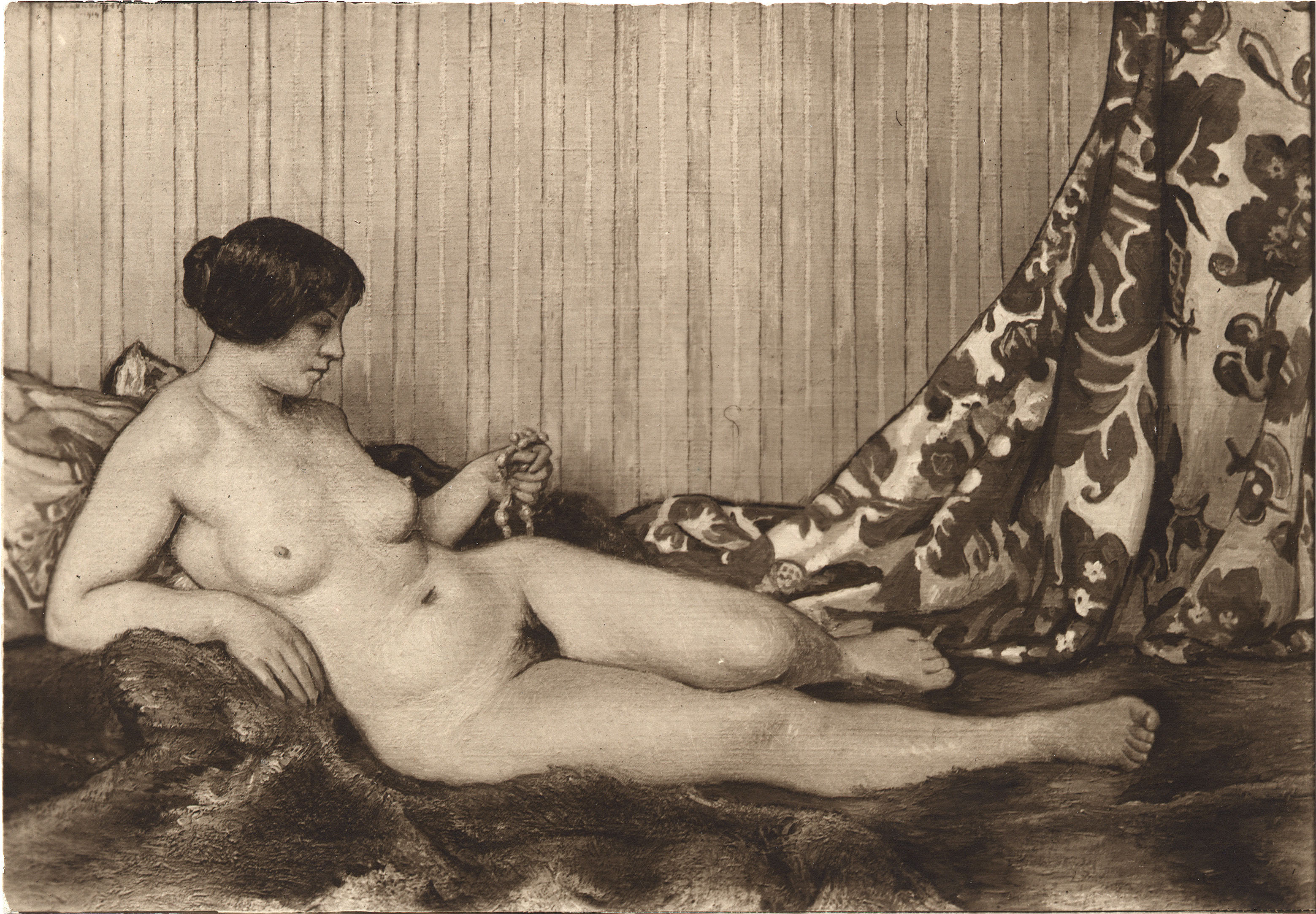
Il collier di giada, 1914.